# Mémorial Charles-de-Gaulle
Le mémorial Charles-de-Gaulle est un monument situé à Colombey-les-Deux-Églises dans la Haute-Marne. Retraçant, au travers de la personne de Charles de Gaulle (1890-1970), les grands événements historiques du XXe siècle, il a été réalisé par la fondation Charles-de-Gaulle et le conseil général de la Haute-Marne pour un coût de 22 millions d’euros. Il vient remplacer le mémorial du Général de Gaulle inauguré le 18 juin 1972, qui abritait jusqu'alors une petite exposition et commandait l'accès à la monumentale croix de Lorraine.
Lancé officiellement par le président de la République française Jacques Chirac le 9 novembre 2006, le mémorial Charles-de-Gaulle et son exposition temporaire De Gaulle-Adenauer : une réconciliation franco-allemande ont été inaugurés le 11 octobre 2008 par Nicolas Sarkozy et la chancelière Angela Merkel, tout juste cinquante ans après la rencontre historique à la Boisserie entre le Général et le chancelier Konrad Adenauer.
Le Mémorial est présidé par Nicolas Lacroix, également président du conseil départemental de la Haute-Marne.

## Environnement

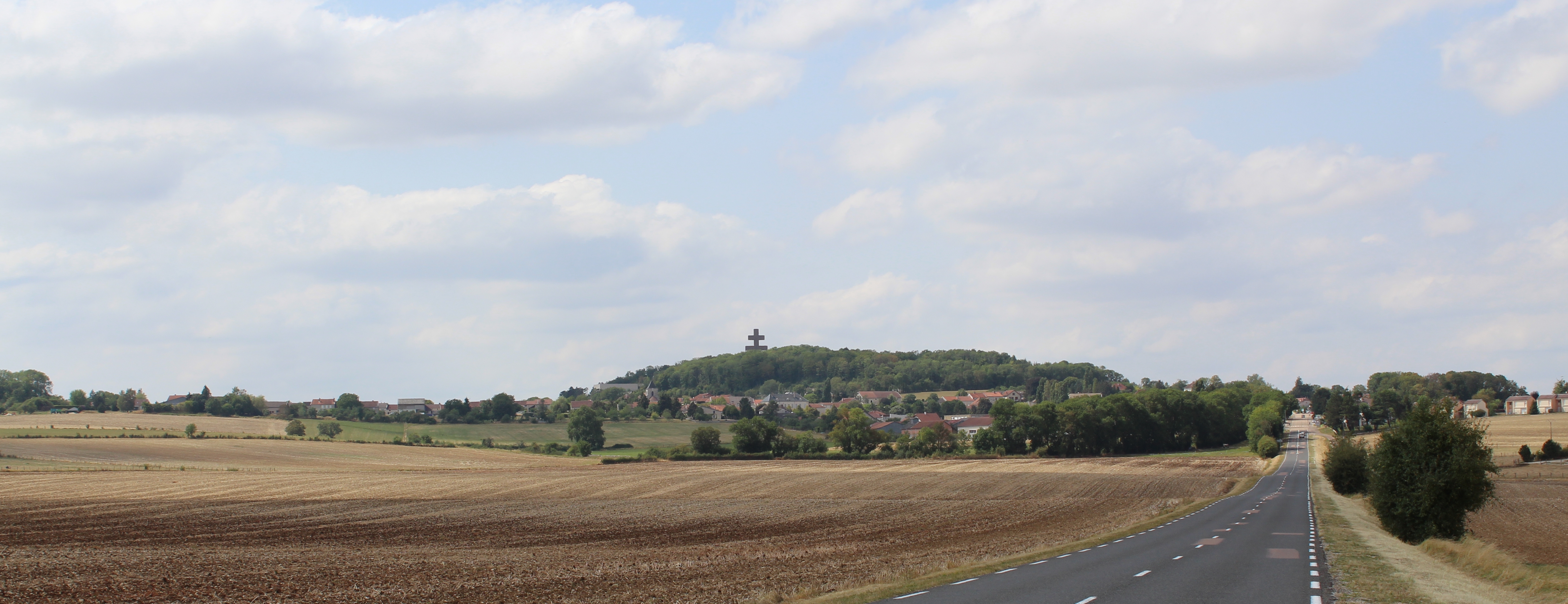
Le village de Colombey-les-Deux-Églises, niché au pied du lieu-dit « La Montagne », dominé par la croix de Lorraine du Mémorial.

Le mémorial Charles-de-Gaulle est le pivot d'un parcours de mémoire constitué par la Boisserie, demeure où Charles de Gaulle s’est installé en 1934, le cimetière où se trouve la tombe du Général et la grande croix de Lorraine érigée en son hommage en 1972. Le projet du Mémorial a été pressenti par Charles de Gaulle lui-même qui déclara en 1954 à un journaliste, en regardant en direction du lieu-dit, la Montagne : « Voyez cette colline. C’est le lieu le plus élevé de Colombey. On y édifiera une Croix de Lorraine, quand je serai mort ». Il aurait ajouté : « Comme il n'y a personne, personne ne la verra. Elle incitera les lapins à la résistance », selon une boutade rapportée par André Malraux.
Les pages des Mémoires du Général, décrivant le paysage qu'il voyait de son bureau et les nombreuses promenades qui l'amenaient dans les forêts avoisinant la Boisserie ont orienté la décision en faveur de la protection, non pas du bâtiment proprement dit, mais de l'ensemble du territoire de la commune de Colombey. Le territoire est ainsi classé au titre des Sites naturels le 27 mars 1974.

## La Croix de Lorraine
Après la mort du général De Gaulle, le 9 novembre 1970, un comité national placé sous le haut-patronage de Georges Pompidou, président de la République et soutenu par les « barons gaullistes » est constitué le 23 mars 1971 pour ériger à Colombey un monument symbole de la France libre. Il lance une souscription nationale qui recueille plusieurs millions de dons. Cette souscription, bien relayée par les missions diplomatiques françaises à l'étranger, connait aussi un grand succès international et des fonds arrivent de plus de 67 pays. Sont ainsi collectés au total 5,5 millions de francs. Cette somme va permettre d'ériger un monument mais aussi d'acquérir 35 hectares de terrain où seront plantés 1 000 cèdres du Liban offerts par le Liban en plus de son importante contribution financière.

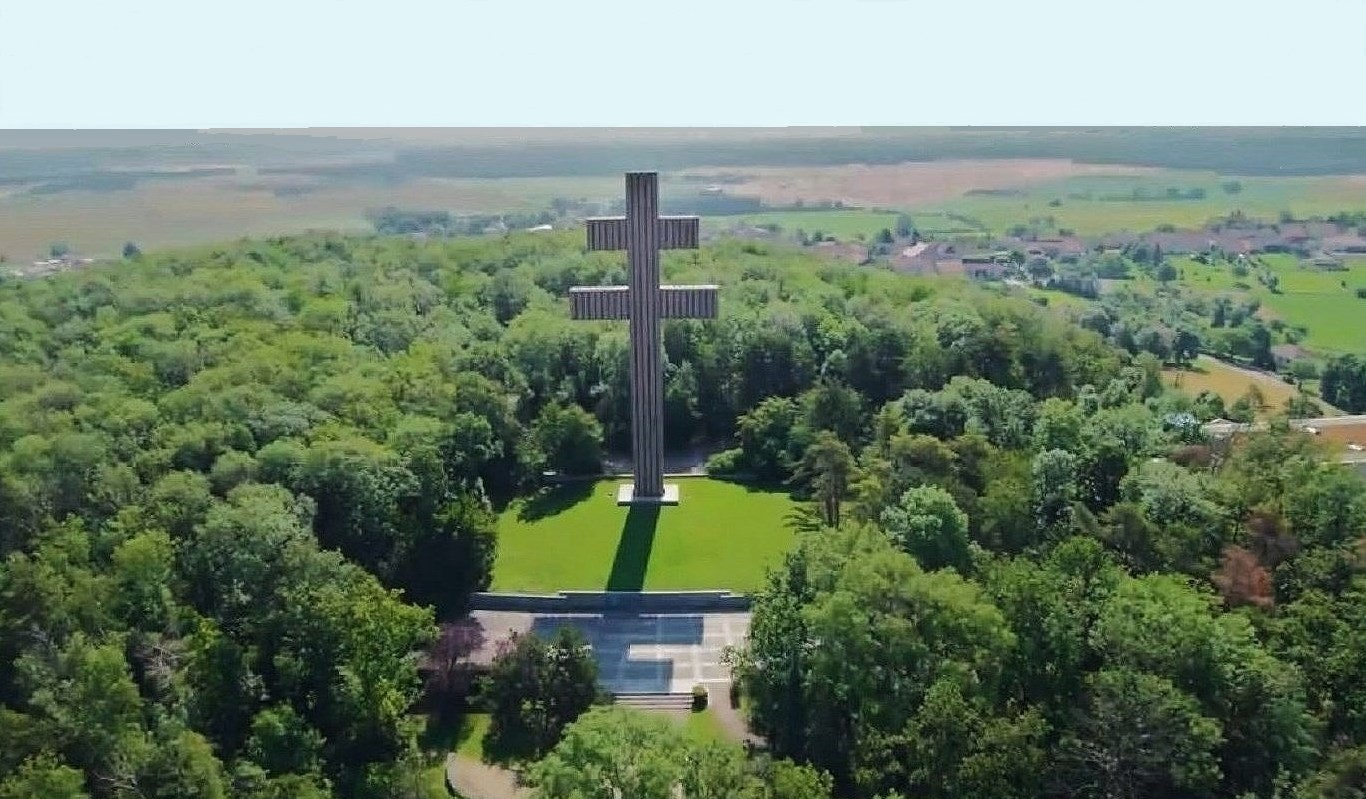
La Croix de Lorraine du Mémorial Charles-de-Gaulle

Douze projets sont en compétition et c'est celui des architectes Marc Nebinger et Michel Mosser qui est retenu : une croix de Lorraine en béton armé précontraint de 44,30 mètres de haut pour un poids total sans les fondations de 950 tonnes, revêtue d'un parement en granit rose de Perros-Guirec et habillée de surfaces en bronze de 10 mm d'épaisseur et d'1,68 mètre de longueur, soit un poids total de 16 tonnes, provenant d'une fonderie alsacienne. Près de 350 compagnons artisans travailleront à la réalisation du monument. Il est inauguré par le président Georges Pompidou le 18 juin 1972, jour du trente-deuxième anniversaire de l'appel du 18 juin.
Dès l'année de son inauguration, plus de 400 000 personnes visitent le site, elles sont 100 000 en 2012.
Le 8 novembre 2013, la fondation Charles-de-Gaulle sous l'égide de la fondation du patrimoine lance une souscription nationale pour la rénovation de la croix,.

## Le bâtiment
Le mémorial a été imaginé par Jacques Millet et Jean-Côme Chilou, architectes du Mémorial de Caen, comme s'intégrant à la nature. Construit au pied de la croix de Lorraine à Colombey-les-Deux-Églises, il s'insère, par sa toiture végétale, dans son écrin naturel. L'équipement est constitué de trois ailes : au centre, le bâtiment d'exposition permanente, à gauche l'aile vitrée accueille le public et les différents services (restauration, boutique), à droite un auditorium de 194 places prévu pour des conférences, spectacles. Développée sur trois niveaux, l'aile centrale se présente comme une succession de séquences. Le rez-de-chaussée est un vaste préau qui accompagne le visiteur vers l’intérieur. Un ascenseur panoramique conduit alternativement vers le départ de l’exposition ou vers le pied de la croix. Les deux étages supérieurs hébergent les espaces muséographiques.
Le mémorial, en proposant un parcours d’interprétation historique complet a été voulu par toute l'équipe de réalisation comme lieu de mémoire autour du Général de Gaulle, accessible à toutes les générations.

## La scénographie
Les scénographes de Nausicaä - Centre national de la mer, Christian Le Conte et Geneviève Noirot, ont exprimé cet ancrage terrien par la mise en place d’un sillon au sein de l’exposition. Ce sillon traversant de part en part tout le deuxième étage de l’exposition permanente met en scène ce rattachement à la terre de France.
Cet élément majeur de l’exposition participe à la volonté première des scénographes de donner du souffle et de la noblesse aux espaces afin de rendre de manière symbolique sur les 1 600 m2 d'exposition permanente la dimension du personnage. Par de grands espaces mais aussi par des confinements sous des hauteurs plus modestes, la mise en scène imaginée par l’agence Le Conte-Noirot a permis de forger une scénographie immersive qui permet aux visiteurs de faire la rencontre de l’homme privé mais aussi de la Grande Histoire.
Il est ainsi riche d'une grande variété de support : films sur écrans géants, décors, bornes multimédia, créations sonores, commentaires écrits, diaporamas, archives sonores et audiovisuelles...
Les visiteurs sont amenés à entrer dans une tranchée, dans une évocation de la chambre des enfants de Gaulle à La Boisserie, à revivre les batailles de Koufra ou de Bir Hakeim dans un décor évoquant le désert nord-africain, à être face aux grands défis de l'immédiat après-guerre, à pouvoir écouter ou réécouter les chansons des années 1960.
L'Histoire se vit : il ne s'agit pas d'un musée en tant que tel puisque aucun objet ayant appartenu au Général de Gaulle n'est présenté mais plutôt d'un centre d'interprétation historique. Les nouvelles technologies sont ainsi couplées à des archives retravaillées pour l'occasion.

## La dimension sonore de l'exposition permanente
Composé par Luc Martinez, designer sonore, l’ensemble des sons et de la musique de l'exposition est conçu comme une seule et grande fresque qui se déroule au fil du parcours, dans le temps et les espaces de la visite. On y retrouve les ambiances naturelles des environs de Colombey, de nombreux faits ou scènes reconstituées, qu’il s’agisse de scènes de la vie quotidienne à Colombey réalisées grâce à des sons captés sur site, ou bien de scènes historiques et politiques marquantes du XXe siècle, intégrant des sons et témoignages enregistrés pour l’occasion ou provenant de différents fonds d’archives. Enfin de nombreuses créations sonores et musicales ponctuent la visite.
Tantôt lyriques, graves ou plus légères, de facture contemporaine, électroacoustique ou classique, les musiques tissent tout au long de la visite un thème principal qui se dévoile peu à peu sous des arrangements sans cesse renouvelés, au travers des spectacles, des séquences du parcours ou en illustration des nombreux films d’archives. L’ensemble est ainsi construit comme une vaste partition polyphonique que le visiteur déroule et découvre à son rythme.
Il appréhende ainsi les grands moments de l’exposition au travers des Mémoires de guerre du Général de Gaulle. De larges extraits et citations ponctuent le parcours, mêlant aux faits historiques le regard et la distance que Charles de Gaulle porta rétrospectivement aux événements et à leur compréhension.
L'acteur Robin Renucci endossa pour un temps l’uniforme du Général. Quatre autres comédiens narrent les événements ou prêtent leur voix en français, ainsi qu’une dizaine d’autres pour les langues étrangères, accessibles par audioguides.
Outre l’illustration des différentes étapes de la vie du Général de Gaulle, d’autres thèmes, dont la naissance des grands médias ont fait l’objet d’une grande attention et se déclinent en second plan tout au long du parcours.
Le parcours de l’exposition étant chronologique, les visiteurs peuvent y suivre en parallèle l’évolution des techniques du son et de l’image, mais également le rôle prépondérant que ces derniers jouèrent dans le déroulement et la relation des faits ; il est possible d'assister par ce biais à la naissance de la communication médiatique contemporaine.

## Une exposition permanente de1 600m2

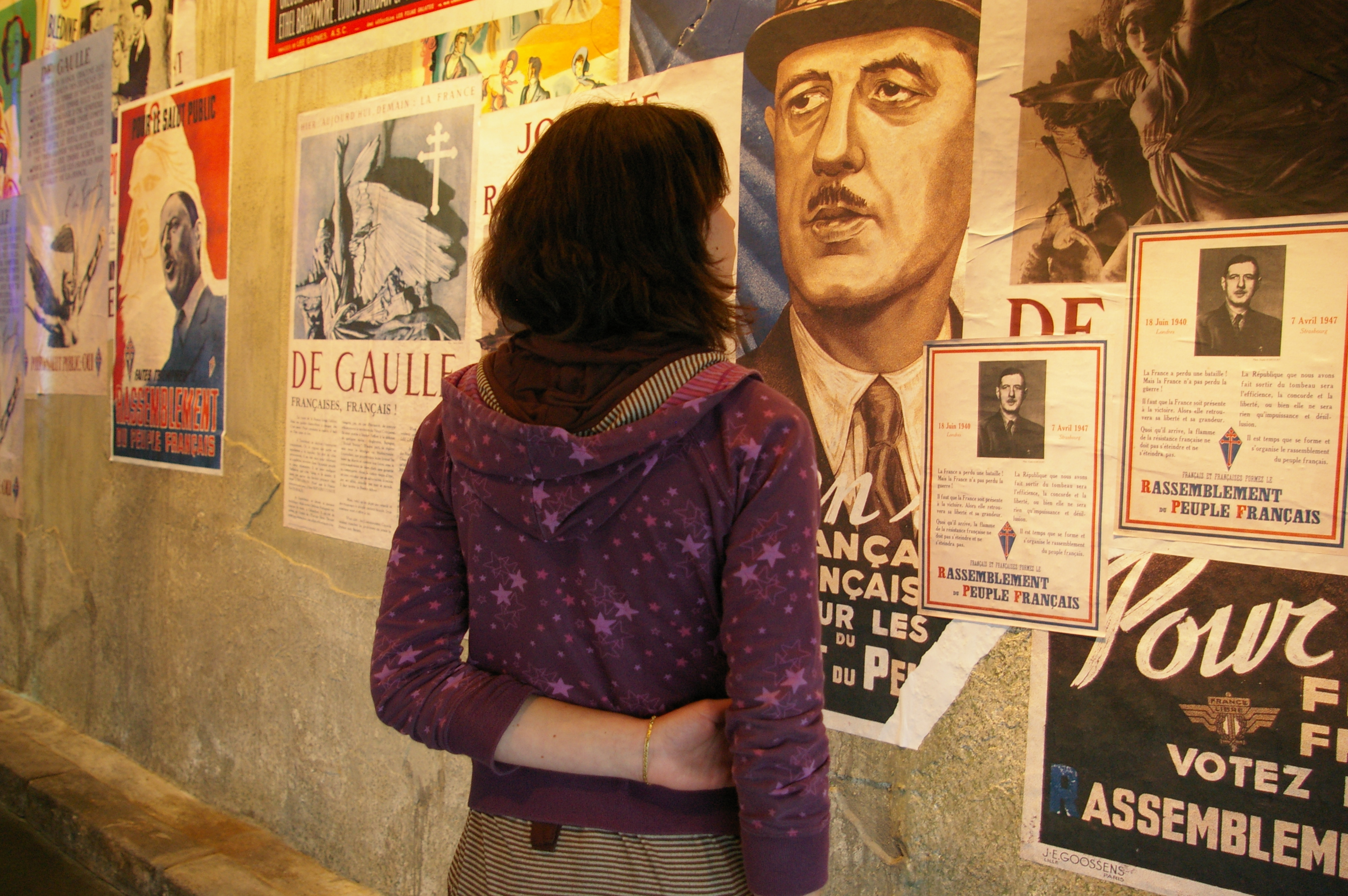
Partie de l'exposition permanente consacrée à la Quatrième République.

Conçu par un conseil scientifique présidé par Frédérique Dufour et Alain Larcan, Alain Beltran, François Cochet, Jean-Pierre Rioux, Michel Vaisse et Mireille Conia, le contenu de l'exposition permanente ne s'attache pas uniquement à la personne du Général de Gaulle mais également aux grands événements historiques de la période s'étalant de 1890 à 1970.
Le parcours de visite est divisé en séquences temporelles évoquant des périodes bien précises de l'histoire de France et de la vie du Général de Gaulle : la Belle Époque, la Première Guerre mondiale, la montée des périls. Mais aussi la Seconde Guerre mondiale présentée au Mémorial sous différents angles : celui de la guerre des ondes, des combats de la France libre, de la Résistance puis de la Libération. Viennent ensuite les années 1950 et la traversée du désert, le retour au pouvoir en 1958 et la création de la Cinquième République.
L'exposition développe ensuite des thèmes relatifs aux années de croissance, à mai 68 et au départ de Charles de Gaulle de l'Élysée pour se terminer finalement par ses obsèques et la mémoire entourant le personnage aujourd'hui.

## Une première exposition temporaire:De Gaulle-Adenauer: une réconciliation franco-allemande
La première exposition temporaire déroule au travers du prisme de la relation entre deux hommes d'État, le destin de la relation franco-allemande de 1958 à nos jours. Un intérêt tout particulier a été porté à la coopération culturelle, économique, institutionnelle et aux domaines de l’éducation et de la défense.
S’appuyant sur les similitudes de caractère et de valeurs entre Charles de Gaulle et Konrad Adenauer, l’exposition aborde notamment la rencontre du 14 septembre 1958 qui permit à la réconciliation franco-allemande de connaitre sa consécration.
Cette exposition a fait l'objet d'un dossier créé par le Pôle pédagogique du Mémorial constitué de deux professeurs mis à disposition par l'Éducation nationale.

## Un spectacle estival chaque année
Chaque été, du 18 juin au 31 août, une projection monumentale en 3D anime les 44 mètres de haut de la Croix de Lorraine : De Gaulle en grand est un spectacle ludique, historique et pédagogique qui s'adresse à tout public.
Une première trilogie a été présentée en 2013, 2014 et 2015. La scénographie retraçait les grandes étapes de la vie du Général de Gaulle, de la Belle Époque où le jeune Charles voit le jour à Lille en 1890 aux agitations de mai 68. Le mapping vidéo a été mis en scène par Christophe Marlard avec la collaboration de Robert Hossein.
Une seconde trilogie présentée intitulée Génération de Gaulle, toujours réalisée par Christophe Marlard mais avec les collaborations successives d'Alain Delon et de Robert Hossein fut proposée au public de 2016 à 2018.